# إدارة المراعي

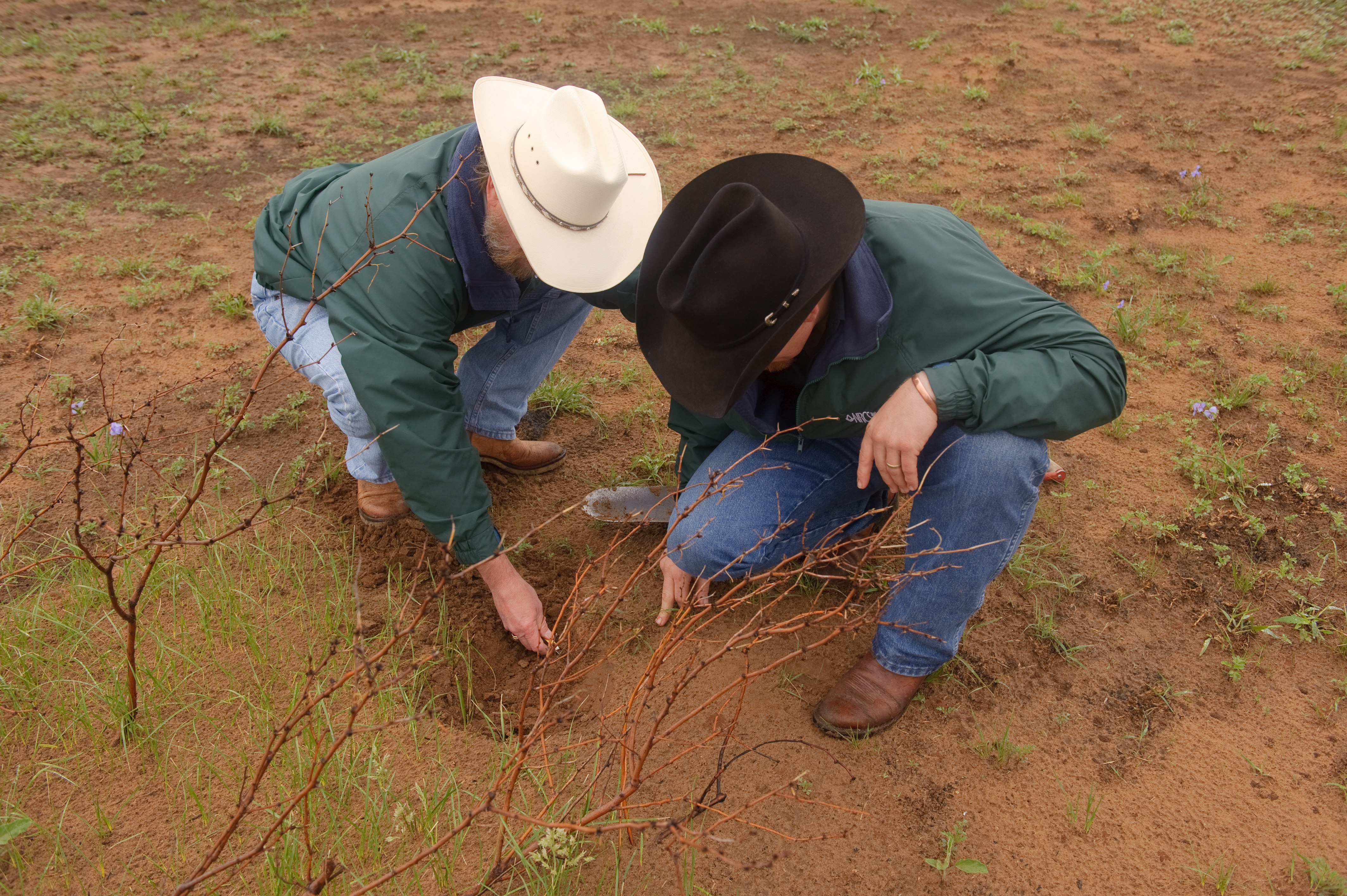
هذه الصورة أو الملف هو عمل لأحد موظفي وزارة الزراعة الأمريكية ، تم التقاطه أو إجراؤه كجزء من الواجبات الرسمية لذلك الشخص. كعمل للحكومة الفيدرالية الأمريكية ، أصبحت الصورة في المجال العام.

تعد إدارة المراعي (أيضًا علم المراعي أو إدارة الأراضي الجافة) من العلوم الطبيعية المهنية التي تتمحور حول دراسة المراعي و «الحفظ والإدارة المستدامة [للأراضي القاحلة] لصالح المجتمعات الحالية والأجيال القادمة». عرّف هوليتشيك وآخرون إدارة المراعي باعتبارها «تعديل مكونات المراعي للحصول على أفضل مزيج من السلع والخدمات للمجتمع على أساس مستدام».

## خلفية تاريخية
لا يعتبر الشكل الأول لإدارة المراعي رسميًا كجزء من العلوم الطبيعية التي تُدرّس اليوم، على الرغم من إمكانية إرجاع جذورها إلى ممارسات الرعي البدوية للثورة الزراعية في العصر الحجري الحديث، عندما قام البشر بتدجين النباتات والحيوانات تحت ضغوط النمو السكاني والتغير البيئي. من المحتمل أن يكون البشر قد غيّروا البيئة في أوقات ما قبل العصر الحجري الحديث من خلال صيد الطرائد الكبيرة، حيث كان من الممكن أن تؤدي الخسائر الكبيرة في الحيوانات العاشبة إلى حالات بيئية بديلة، بمعنى أن البشر أداروا الأراضي عن غير قصد طوال عصور ما قبل التاريخ.
طُورت إدارة المراعي في الولايات المتحدة استجابة لتدهور المراعي والتعرية في بعض الحالات، بسبب الرعي الجائر وغيره من إساءة استخدام الأراضي القاحلة، كما وصفها هاردين في عام 1968 «تراجيديا المشاع» وأُثبتت مسبقًا في القرن العشرين «قصعة الغبار». ركز النظام تاريخيًا على تعديل الرعي والاستخدام السليم لنباتات المراعي للماشية.

## التطبيق الحديث
وُسع تركيز إدارة المراعي اليوم ليشمل مجموعة خدمات النظام البيئي التي توفرها المراعي للبشر في جميع أنحاء العالم. تسعى مكونات الإدارة الرئيسية إلى تحسين مثل هذه السلع والخدمات من خلال حماية التربة والمناطق المشاطئة ومجمعات المياه ومجمعات النباتات وتعزيزها، والتحسين المستدام لإنتاجية منتجات المراعي الاستهلاكية مثل اللحوم الحمراء والحياة البرية والمياه والخشب والألياف والجلود واستخراج موارد الطاقة، والاستجمام في الهواء الطلق، وكذلك الحفاظ على التركيز على تعديل أنشطة الرعي للحيوانات العاشبة الكبيرة، بغرض الحفاظ على الإنتاج الحيواني والنباتي أو تحسينه.
تعد جمعية إدارة المراعي «المجتمع المهني المكرس لدعم الأشخاص الذين يعملون بالمراعي ولديهم الالتزام باستخدامها المستدام». تشمل المنشورات الأساسية لإدارة المراعي مجلة إدارة المراعي، والمراعي، وبيئة المراعي وإدارتها.
أصبحت الزراعة الرعوية دراسة أنثروبولوجية وبيئية معاصرة، إذ تواجه العديد من التهديدات بما في ذلك تجزئة الأرض، وتحويل المراعي إلى نمو حضري، ونقص حركة الرعي، والتهديدات الوشيكة على التنوع العالمي، والأضرار التي تلحق بالأنواع ذات الحقول الواسعة، وقلة المنافع العامة المشتركة، وقلة الحركات البيولوجية، ومخاطر «تراجيديا الحظائر»، والحد من الموارد الرئيسية، وانخفاض الكتلة الحيوية، ونمو الأنواع النباتية الغازية.
استمر الاهتمام بالثقافات الرعوية المعاصرة- كما فعل شعب الماساي- في الازدياد، لا سيما أن القدرة التقليدية على التكيف التوفيقي لدى الرعاة يمكن أن تعد بدروس في الإدارة التعاونية والتكيفية للمجتمعات الرعوية المعاصرة المهددة بالعولمة، وكذلك للمجتمعات المعاصرة غير الرعوية التي تدير الماشية في المراعي.
أعلن المجتمع المهني على إثر استمرار تعطيل التغير المناخي لمجموعة من وظائف الرعي ما يلي: «تلتزم جمعية إدارة المراعي بتعزيز التكيف مع التغير المناخي والتخفيف من حدته، من خلال رعاية ورشات العمل، والندوات، والمنشورات البحثية والتعليمية، وتوصيات السياسة المناسبة. وستسعى الجمعية إلى زيادة الفرص إلى أقصى حد وتقليل التحديات التي يفرضها التغير المناخي إلى الحد الأدنى، لتعزيز النظم البيئية للمراعي المنتجة، بما تضمن الأمن الغذائي وسبل العيش البشرية والاستمرار في تقديم خدمات النظم البيئية المتنوعة».
تشير الدلائل المستجدة إلى أن المراعي معرضة بشدة لتهديدات التغير المناخي، إذ ستبدل موجات الحر الشديدة والجفاف والتبخر والفيضانات الكارثية الحالات البيئية، وستؤثر سلبًا على إنتاج الأعلاف، وسيؤثر كلاهما سلبًا على أداء النظام البيئي والإنتاج المستدام لخدمات النظام البيئي.
عرض رئيس إس أر إم على الرئيس ترامب في خطاب مفتوح إلى البيت الأبيض عام 2017، دعم المجتمع في البحث عن استراتيجيات إدارة للتخفيف من الظواهر التي يسببها المناخ، مثل الجفاف وحرائق الغابات، وهو موضوع طُرح مؤخرًا على منصة النقاش الوطني وتلقى معارضة كبيرة ومثيرة للجدل من قبل ترامب وإدارته.